# Giovanni Bernardo Gremoli
Giovanni Bernardo Gremoli (Poppi, 30 giugno 1926 – Firenze, 6 luglio 2017) è stato un vescovo cattolico italiano.

## Biografia
Monsignor Giovanni Bernardo Gremoli nacque a Poppi il 30 giugno 1926 ed era il secondo dei sei figli. Crebbe nella grande fattoria della sua famiglia.

### Formazione e ministero sacerdotale
Nel 1942 entrò nella Provincia Toscana dell'Ordine dei frati minori cappuccini e fece la sua prima professione religiosa il 15 agosto 1943. Il 17 febbraio 1951 fu ordinato presbitero a Firenze. In seguito si specializzò in missiologia e conseguì la laurea in diritto canonico presso la Pontificia università urbaniana a Roma. Nel 1954 venne nominato segretario delle missioni dei cappuccini di Firenze. Visitò più volte e a lungo le missioni affidate alla Provincia toscana, in India, Tanzania e nel vicariato apostolico dell'Arabia, affidato alla cura della Provincia dal 1916.

### Ministero episcopale
Il 2 ottobre 1975 papa Paolo VI lo nominò vicario apostolico dell'Arabia e vescovo titolare di Masuccaba. Ricevette l'ordinazione episcopale il 22 febbraio successivo nella chiesa dei Santi Francesco e Chiara a Montughi dal cardinale Agnelo Rossi, prefetto della Congregazione per l'evangelizzazione dei popoli, co-consacranti il vescovo ausiliare di Firenze Giovanni Bianchi e il vescovo di Sansepolcro Telesforo Giovanni Cioli.
Per migliorare il suo inglese che fu fondamentale nel suo compito, trascorse alcune settimane in Irlanda prima della sua ordinazione. Il 21 marzo 1976 arrivò ad Abu Dhabi che, dopo l'espulsione del personale di missione da Aden, era diventata la sede ufficiale del vicariato apostolico dell'Arabia. Fu il primo vescovo a risiedere nel golfo Persico in quanto i suoi sette predecessori vivevano principalmente ad Aden. Quando arrivò nel Golfo, il settore petrolifero era in pieno sviluppo. Decine di migliaia di tecnici e operai vennero a lavorare nelle compagnie petrolifere e per la costruzione di nuove città, villaggi, strade e infrastrutture. Monsignor Gremoli si trovava di fronte a problemi urgenti e a gravi difficoltà. Migliaia di cattolici erano infatti senza alcuna assistenza religiosa. I primi e più pressanti problemi erano l'ottenere più luoghi per il culto e trovare altro personale missionario dato che i cappuccini di Firenze non potevano più soddisfare le esigenze di una popolazione tanto vasta a causa del calo delle vocazioni.
Monsignor Gremoli lavorò con impegno e determinazione e trovò, per un tempo determinato, alcuni sacerdoti di altre congregazioni religiose. La Divina Provvidenza venne però in suo aiuto risvegliando il desiderio di diventare sacerdoti nei cuori di alcuni giovani che lavoravano nel paese. Monsignor Gremoli li mandò quindi a studiare nei seminari per vocazioni adulte a Roma e in India. In pochi anni sette sacerdoti di diverse nazionalità furono ordinati e incardinati nel Vicariato: Felicio Diniz, John Van Deerlin, Michael Ivor Egan, Anthony Lacson, Michael Cardoz, Matthew Fernandes, Lester Mendonsa e Francis Jamieson. Il clero era più che raddoppiato, grazie anche al grande contributo delle varie Province cappuccine dell'India, delle Filippine e del Libano.
Non fu meno difficile l'apertura di nuovi centri di culto. Oltre a ottenere i vari permessi, dovette finanziare gli elevati costi di costruzione in quanto la maggior parte dei materiali doveva provenire dall'estero. Con molta pazienza, tatto e diplomazia, monsignor Gremoli riuscì a superare tutti gli ostacoli. Le chiese e le scuole esistenti furono ampliate, rinnovate e modernizzate. I complessi parrocchiali divennero moderni e ben organizzati e, oltre alla chiesa, ospitavano le residenze dei sacerdoti e delle suore e sale per catechismo, gruppi di preghiera e associazioni. La grande massa dei fedeli fu molto generosa.
Durante i trent'anni a guida del vicariato il vescovo Gremoli consacrò almeno dodici chiese in Oman, negli Emirati Arabi Uniti e in Bahrein tutte sorte su terreni concessi gratuitamente dal governo: Santi Pietro e Paolo a Mascate-Ruwi (1977); San Michele a Sharja (1977); la cattedrale di San Giuseppe ad Abu Dhabi (1983); San Francesco Saverio a Salalah, (1984); Spirito Santo a Mascate-Ghala (1987); Santa Maria Assunta a Dubai (1989); Sacro Cuore a Manama (1991); Sant'Antonio di Padova a Sohar (1994); Santi Pietro e Paolo a Mascate-Ruwi (1995); San Michele a Sharja (1997); San Francesco d'Assisi a Dubai (2001) e Nostra Signora del Perpetuo Soccorso a Fujaira (2002). Quest'ultima aveva anche una propria scuola.
Oltre allo sviluppo materiale del vicariato, monsignor Gremoli promosse con grande serietà lo sviluppo pastorale delle parrocchie, curando l'assistenza spirituale delle diverse comunità, delle associazioni, dei gruppi linguistici e dei riti differenti per quanto possibile. Dovette affrontare la necessità di un movimento costante di sacerdoti che superasse le restrizioni dei visti per soddisfare i numerosi fedeli costituiti di molte nazionalità, lingue e culture. Vennero avviati efficaci programmi di catechesi per bambini, giovani e adulti. Furono stampati testi che si adattassero alla particolare situazione multiculturale e vennero organizzati corsi di preparazione per catechisti in tutte le parrocchie e su scala diocesana. Nel vicariato, attualmente, secondo le ultime statistiche, vi sono circa 26 000 giovani che, ogni anno, frequentano classi di catechismo, da 5 a 16 anni, guidate da quasi 1400 catechisti.
Data la vastità del vicariato e le difficoltà dei visti e delle comunicazioni, monsignor Gremoli decise, fin dal suo arrivo, di svolgere ogni anno la visita pastorale in tutto il vicariato. Anche se ciò comportava notevoli sforzi, fu molto utile per incontrare i preti e le suore e condividere le loro difficoltà. La visita annuale fu di grande incoraggiamento e conforto per i fedeli, specialmente perché non era limitata ai centri ma si spinse all'interno diversi paesi, celebrando molte messe. Queste visite furono anche un'ottima occasione per incontrare laddove possibile le autorità delle diverse nazioni e per migliorare le già buone relazioni anche al punto di preparare la strada alle relazioni diplomatiche con la Santa Sede in alcuni paesi. Monsignor Gremoli ebbe sempre buoni rapporti con il sultano Qabus dell'Oman e con gli emiri Zayed bin Sultan Al Nahyan, Isa bin Salman Al Khalifa e Hamad bin Khalifa al-Thani, che garantirono tutela e spesso elargizioni alla Chiesa. Non riuscì a vedere però la concessione della libertà di culto ai cattolici dell'Arabia Saudita che a quel tempo faceva parte del vicariato da lui guidato. Nel paese regna infatti una monarchia assoluta molto rigida e gli abitanti sono sunniti appartenenti al gruppo wahabita, una setta molto ortodossa e intransigente. Essi si ritengono i custodi dei luoghi santi di La Mecca e di Medina e considerano tutta l'Arabia un luogo santo islamico in cui non può essere ammesso alcun altro culto. I cattolici possono pregare solo in casa propria, senza raggruppamenti di altre persone, anche se sono parenti o amici. Monsignor Gremoli riuscì comunque a compiere regolarmente la sua visita pastorale, ad amministrare le cresime e altri sacramenti e a celebrare sante messe per molti gruppi.
Il 30 marzo 2001, in prossimità del compimento dei 75 anni, monsignor Gremoli diede le dimissioni dall'incarico di vicario apostolico a papa Giovanni Paolo II come previsto dalla legge canonica. Il cardinale Crescenzio Sepe, nuovo prefetto della Congregazione per l'evangelizzazione dei popoli, gli chiese però di rimanere in carica, anche per preparare il suo successore, che ancora non era stato trovato. Il 12 dicembre 2003 papa Giovanni Paolo II nominò vescovo ausiliare del vicariato padre Paul Hinder, un cappuccino svizzero, che fu consacrato ad Abu Dhabi il 30 gennaio 2004 dal cardinale Sepe.
Il 21 marzo 2005 papa Giovanni Paolo II accettò la sua rinuncia al governo pastorale del vicariato per raggiunti limiti di età e chiamò a succedergli monsignor Paul Hinder. Il 31 marzo dello stesso mese, durante una solenne celebrazione presieduta dal nunzio apostolico Giuseppe De Andrea che vide la partecipazione del vicario apostolico del Kuwait Francis George Adeodatus Micallef, dei rappresentanti della curia generalizia dell'Ordine dei frati minori cappuccini, dei ministri provinciali della Toscana e della Svizzera, di un gruppo numeroso di sacerdoti e di migliaia di fedeli affollarono i locali della cattedrale di San Giuseppe, monsignor Gremoli con parole di profonda emozione, espresse la sua gratitudine al Signore per aver guidato con tanta bontà i 29 anni di servizio pastorale, testimoniando che aveva sempre sperimentato lo speciale aiuto di Dio, soprattutto nei momenti difficili. Tutto ciò che venne realizzato spiritualmente e materialmente nel vicariato non sarebbe stato possibile senza la collaborazione di buoni e zelanti sacerdoti. Il vicariato, come un prezioso vigneto del Signore, pur essendo stato piantato nel deserto, aveva fiorito meravigliosamente in molti successi e buone opere. Monsignor Gremoli disse che questa vigna, a cui aveva dedicato tutto il suo essere, avrebbe continuato a produrre frutti abbondanti sotto la cura e la guida di monsignor Paul Hinder a cui augurò un grande successo. Durante la festa solenne, i sacerdoti e i fedeli espressero la loro profonda gratitudine al vescovo Bernardo e il benvenuto più caloroso al vescovo Paul a cui assicurarono pieno sostegno e cooperazione. Monsignor Gremoli lasciò definitivamente il vicariato il 23 maggio 2005 e tornò nella sua Provincia religiosa. Da allora visse nel convento cappuccino di Montughi a Firenze. Nei primi anni di pensionamento monsignor Gremoli venne spesso invitato alle riunioni delle associazioni di preti, religiosi e di cultura come relatore e ricevette diversi riconoscimenti. Negli ultimi anni soffrì di problemi di memoria e visse quindi una vita molto ritirata di preghiera.
L'8 luglio 2006, ricevette dall'Accademia Bonifaciana di Anagni, su proposta del Rettore Presidente Cav. Dott. Sante De Angelis e del Presidente del Comitato Scientifico Dott. Nicola Cona, la IV edizione del Premio Internazionale Bonifacio VIII "...per una cultura della Pace...".
Morì nel convento cappuccino di Montughi a Firenze alle 4.29 del 6 luglio 2017 all'età di 91 anni. Le esequie si tennero l'8 luglio alle ore 10 nella chiesa dei cappuccini a Firenze e furono presiedute da monsignor Paul Hinder. Una seconda celebrazione, presieduta da monsignor Riccardo Fontana, ebbe luogo lo stesso giorno alle ore 15.30 nella chiesa dei cappuccini a Poppi. Al termine del rito fu sepolto nel cimitero cittadino.

## Genealogia episcopale
La genealogia episcopale è:
- Cardinale Scipione Rebiba
- Cardinale Giulio Antonio Santori
- Cardinale Girolamo Bernerio, O.P.
- Arcivescovo Galeazzo Sanvitale
- Cardinale Ludovico Ludovisi
- Cardinale Luigi Caetani
- Cardinale Ulderico Carpegna
- Cardinale Paluzzo Paluzzi Altieri degli Albertoni
- Papa Benedetto XIII
- Papa Benedetto XIV
- Papa Clemente XIII
- Cardinale Bernardino Giraud
- Cardinale Alessandro Mattei
- Cardinale Pietro Francesco Galleffi
- Cardinale Giacomo Filippo Fransoni
- Cardinale Carlo Sacconi
- Cardinale Edward Henry Howard
- Cardinale Mariano Rampolla del Tindaro
- Cardinale Rafael Merry del Val
- Arcivescovo Duarte Leopoldo e Silva
- Arcivescovo Paulo de Tarso Campos
- Cardinale Agnelo Rossi
- Vescovo Giovanni Bernardo Gremoli, O.F.M.Cap.